# Giải vô địch bóng đá nữ châu Á 1986
Giải vô địch bóng đá nữ châu Á 1986 diễn ra tại Hồng Kông từ 14 tháng 12 đến 23 tháng 12 năm 1986. Đội tuyển vô địch là Trung Quốc sau khi đánh bại Nhật Bản trong trận chung kết.

## Vòng bảng

### Bảng A
| Đội        | Tr | T | H | B | BT | BB | HS  | Đ |
| ---------- | -- | - | - | - | -- | -- | --- | - |
| Trung Quốc | 2  | 2 | 0 | 0 | 12 | 0  | +12 | 4 |
| Nhật Bản   | 2  | 1 | 0 | 1 | 10 | 2  | +8  | 2 |
| Malaysia   | 2  | 0 | 0 | 2 | 0  | 20 | −20 | 0 |

| Trung Quốc                           | 2 − 0 | Nhật Bản |
| ------------------------------------ | ----- | -------- |
| Tôn Khánh Mai 15' · Ngưu Lệ Kiệt 63' |       |          |

| Trung Quốc                                                                       | 10 − 0 | Malaysia |
| -------------------------------------------------------------------------------- | ------ | -------- |
| Ngưu Lệ Kiệt 19', 31', 66' · Ngô Vĩ Anh · Tôn Khánh Mai · 5 bàn còn lại không rõ |        |          |

| Nhật Bản                                                                                    | 10 − 0 | Malaysia |
| ------------------------------------------------------------------------------------------- | ------ | -------- |
| Takakura 15', 16' · Nagamine 16', 39', 43', 45' · Kioka 51', 65' · Tezuka 57' · Matsuda 63' |        |          |

### Bảng B
| Đội       | Tr | T | H | B | BT | BB | HS  | Đ |
| --------- | -- | - | - | - | -- | -- | --- | - |
| Thái Lan  | 3  | 3 | 0 | 0 | 11 | 0  | +11 | 6 |
| Indonesia | 3  | 2 | 0 | 1 | 7  | 4  | +3  | 4 |
| Hồng Kông | 3  | 1 | 0 | 2 | 1  | 3  | −2  | 2 |
| Nepal     | 3  | 0 | 0 | 3 | 0  | 12 | −12 | 0 |

| Hồng Kông        | 1 − 0 | Nepal |
| ---------------- | ----- | ----- |
| Shiu Wai Wai 18' |       |       |

| Thái Lan                                                            | 4 − 0 | Indonesia |
| ------------------------------------------------------------------- | ----- | --------- |
| Kridsanachandee 40' · Rachasee 43' · Chipeankha 43' · Chaisawat 54' |       |           |

| Thái Lan                                                     | 5 − 0 | Nepal |
| ------------------------------------------------------------ | ----- | ----- |
| Rachasee 15' · Chipeankha 42' · Bouthong 49' · ? 57' · ? 64' |       |       |

| Indonesia | 1 − 0 | Hồng Kông |
| --------- | ----- | --------- |
| Parbo 57' |       |           |

| Indonesia                                                   | 6 − 0 | Nepal |
| ----------------------------------------------------------- | ----- | ----- |
| Atmini 1' · Pella 23' · Kaligis 35', 58' · Rukijah 37', 46' |       |       |

| Thái Lan            | 2 − 0 | Hồng Kông |
| ------------------- | ----- | --------- |
| Chipeankha 31', 37' |       |           |

## Vòng đấu loại trực tiếp
|  | Bán kết     | Bán kết  |               |   | Chung kết | Chung kết |
|  |             |          |               |   |           |           |
|  | 21 tháng 12 |          |               |   |           |           |
|  |             |          |               |   |           |           |
|  | Trung Quốc  | 9        |               |   |           |           |
|  | Trung Quốc  | 9        | 23 tháng 12   |   |           |           |
|  | Indonesia   | 0        |               |   |           |           |
|  | Indonesia   | 0        | Trung Quốc    | 2 |           |           |
|  | 21 tháng 12 |          | Trung Quốc    | 2 |           |           |
|  |             | Nhật Bản | 0             |   |           |           |
|  | Thái Lan    | Nhật Bản | 0             | 0 |           |           |
|  | Thái Lan    |          |               | 0 |           |           |
|  | Nhật Bản    | 4        |               |   |           |           |
|  | Nhật Bản    | 4        | Tranh hạng ba |   |           |           |
|  |             |          |               |   |           |           |
|  | 23 tháng 12 |          |               |   |           |           |
|  |             |          |               |   |           |           |
|  | Thái Lan    | 4        |               |   |           |           |
|  | Thái Lan    | 4        |               |   |           |           |
|  | Indonesia   | 1        |               |   |           |           |

### Bán kết
| Trung Quốc | 9 – 0 | Indonesia |
| --- | ----- | --------- |
| Tôn Khánh Mai 2' · Trương Nguy Nguy · Lý Tú Phục · Vương Lệ Lệ · Ngô Vĩ Anh · Susiana 61' (l.n.) · Ngưu Lệ Kiệt 69' |       |           |

| Thái Lan | 0 – 4 | Nhật Bản                                          |
| -------- | ----- | ------------------------------------------------- |
|          |       | Kioka 37' · Nagamine 38' · Noda 48' · Matsuda 50' |

### Tranh hạng ba
| Thái Lan                          | 3 – 1 | Indonesia   |
| --------------------------------- | ----- | ----------- |
| Bouthong 2', 16' · Chipeankha 40' |       | Rukijah 45' |

### Chung kết
| Trung Quốc           | 2 – 0 | Nhật Bản |
| -------------------- | ----- | -------- |
| Ngưu Lệ Kiệt 5', 17' |       |          |